# Скамполо
«Ска́мполо» (итал. Scampolo — «Лоскуток») — романтическая комедия 1958 года режиссёра Альфреда Вайденмана с Роми Шнайдер в главной роли. Ремейк фильма «Скамполо, дитя улицы» 1932 года режиссёра Ханса Штайнхофа.

## Сюжет
На итальянском острове Искья 17-летняя девушка-сирота Скамполо работает туристическим гидом, а также разносит бельё клиентам прачки Мариэтты. Скамполо знакомится с подающим надежды архитектором Костой, и между ними зарождаются чувства.
Косте удаётся держаться на плаву только благодаря поддержке его состоятельного друга, фотографа Андреаса Михаэлиса. Коста надеется победить в предстоящем архитектурном конкурсе. Скамполо, которая ничего не знает о существовании Андреаса, одалживает Косте денег, чтобы расплатиться за постиранное бельё. Они постепенно сближаются, и благодаря Андреасу Коста знакомит неопытную Скамполо через Андреаса с представителями высших кругов общества. На одной из вечеринок Скамполо танцует с министром жилищного строительства и с наивной откровенностью рассказывает ему о лживости политиков. Когда выясняется, что в результате ошибки работника почты проект, подготовленный Костой для архитектурного конкурса, не был доставлен адресату, Скамполо лично отвозит его министру в Неаполь. В конце фильма Скамполо и Коста объясняются друг другу в чувствах.

## В ролях
- Роми Шнайдер — Скамполо
- Пауль Хубшмид — Коста
- Георг Томалла — Андреас Михаэлис
- Петер Карстен — Чезаре
- Элизабет Фликкеншильдт — Мариэтта
- Виктор де Кова — министр
- Ева Мария Майнеке — Сабина